# Halichoeres girardi
Espèce
Halichoeres girardi est un poisson osseux de petite taille de la famille des Labridae endémique d'Indonésie.